# 如果·宅
《如果·宅》是中国大陆作家有时右逝创作的长篇自传体小说。曾于网络上进行连载，2010年6月1日由云南人民出版社出版。

## 简介
本书改编自作者的游戏经历，以2005-2007年间的网络游戏《魔兽世界》以及中国大陆校园为背景，讲述《魔兽世界》大陆服务器的游戏现象以及主角等4名大学生之间的友谊。
作者有时右逝，本名丁长宏，中国大陆80后作家，著有本作以及《如果，2》，《如果，宅前传》，《盛 世》等。